# José Luis Mediavilla
José Luis Mediavilla Ruiz (Quintanar de la Sierra, Burgos, 1937-Oviedo, 3 de enero de 2025) fue un psiquiatra y escritor español, que reside en la ciudad de Oviedo. En Barcelona, estudió psicoanálisis con Ramón Sarro. Fue doctor en medicina y cirugía y miembro numerario de la Real Academia de Medicina y del Colegio de Psiquiatras Eméritos.

## Libros

### Obra académico-profesional
- Pensamiento político y neurosis (1971)
- Conversaciones con Ramón Sarró. Psicoanálisis y locura  (1980)
- Función y estructura del delirio (1987)
- El fenómeno de la transferencia en “Tigre Juan“.
- Aspectos psicopatológicos de Tigre Juan de Ramón Pérez de Ayala (1992)
- Mito y Delirio. Cartas de Ramón Sarró. (2001)
- Locas advertencias a un rey (2004)
- Mística y delirio (2008)
- Lejana voz de Hipócrates (2011)[6][7][8][9]

### Escritos  de ficción
Sus primeros escritos literarios fueron poemarios titulados Estampas y Tristeza; posteriormente ha predominado la producción narrativa en prosa. 
- Estampas (1953)
- Tristeza (1956)
- Poemas de vida (1957)
- Lejos (1960)
- Figuras de humo (1965)
- La oveja negra (1965) -Premio de novela La Hora XXV de Barcelona.
- Relatos desde el manicomio (1966)
- El galope del centauro (1972)
- Poemas de ayer (1974)
- Jonás (1978), Premio Tigre Juan de novela.[10]
- Migraña (1995)
- Ceremonia en la catedral y otros encierros (1995)
- Babel (1998). Premio de novela Casino de Mieres.
- El Fuego que nos Habita (2006)
- Fondos reservados (2011)[11]